# Городок (Грубешівський повіт)
Городок (або Городок Надбужанський, Городок Надбужний, Городок над Бугом, пол. Gródek) — село в Польщі, у гміні Грубешів Грубешівського повіту Люблінського воєводства. Населення — 319 осіб (2011). Лежить на Закерзонні (в історичній Холмщині).

## Історія
Поблизу Городка між Бугом та Гучвою міститься давнє городище, яке ототожнюють з літописним городищем Волинь, вперше згаданим 1018 року, від якого пішла назва Волинської землі.
За даними етнографічної експедиції 1869—1870 років під керівництвом Павла Чубинського, у селі проживали греко-католики, які розмовляли українською мовою.
У 1921 році село входило до складу гміни Міняни Грубешівський повіту Люблінського воєводства Польської Республіки.
За даними перепису населення Польщі 1921 року в селі та на сусідньому однойменному фільварку разом налічувалося 79 будинків та 486 мешканців, з них:
- 221 чоловік та 265 жінок;
- 398 православних, 58 римо-католиків, 30 юдеїв;
- 208 українців, 278 поляків.

У 1975—1998 роках село належало до Замойського воєводства.

## Населення
Демографічна структура станом на 31 березня 2011 року:
|          | Загалом | Допрацездатний вік | Працездатний вік | Постпрацездатний вік |
| -------- | ------- | ------------------ | ---------------- | -------------------- |
| Чоловіки | 161     | 45                 | 101              | 15                   |
| Жінки    | 158     | 40                 | 86               | 32                   |
| Разом    | 319     | 85                 | 187              | 47                   |

## Релігія
У 1725 році тут спорудили греко-католицьку церкву.
Того ж року коштом А. М. Цеховського збудували монастир отців Василіян. Після його закриття монастирська церква стала парафіяльною.

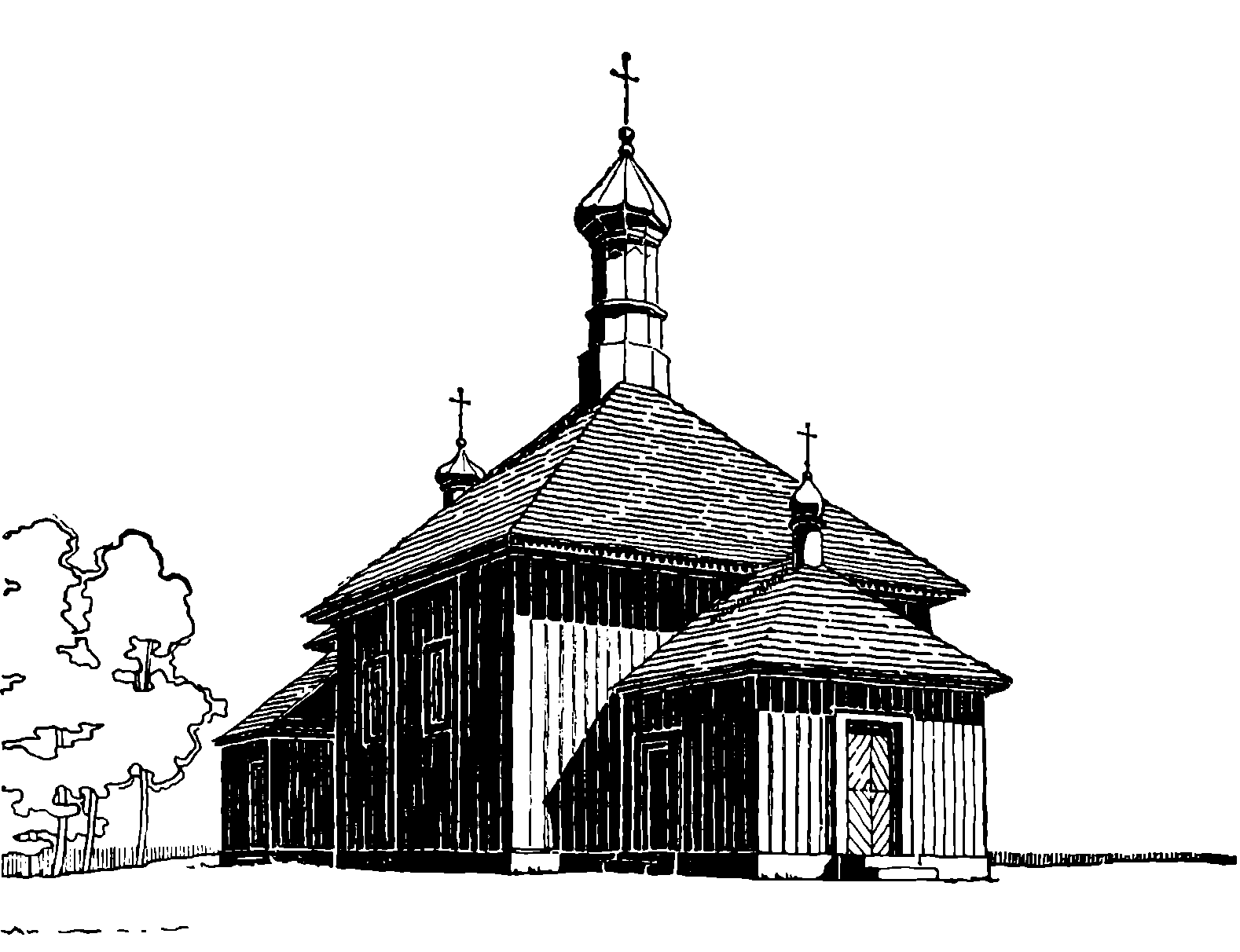
Українська церква в Городку, рисунок 1941 року Леоніда Маслова

У 1801 році коштом дідича Кристияна Гродецького спорудили нову культову споруду — церкву Святого Духа, яка до ліквідації Холмської унійної єпархії в 1875 році діяла як унійна (греко-католицька), після чого стала православним храмом. 1872 року до місцевої греко-католицької парафії належало 450 вірян. За описом архітектора Леоніда Маслова, записаним 1941 року (вже після знищення храму), церква виглядала так:
|  | Має вона над середнім зрубом уставлену на чотириспадному даху досить велику восьмибічну вежку, закінчену маленькою банькою. На краю східнього і західнього даху є уміщені подібні вежки, але значно менші. Всі вони пізніше перероблені в "російському стилю". Ця церква має два входи, оба в західньому зрубі, один із західньої, другий із північної сторони. |

Під час існування Другої Польської Республіки влада не дозволила відкрити храм, а в липні-серпні 1938 році його розібрали під час т. зв. «полонізаційно-ревіндикаційної акції». З церквою пов'язаний цвинтар, на якому здійснювали поховання до кінця Другої світової війни, а потім він почав занепадати у зв'язку з відсутністю людей цього обряду.

## Городок на мапах

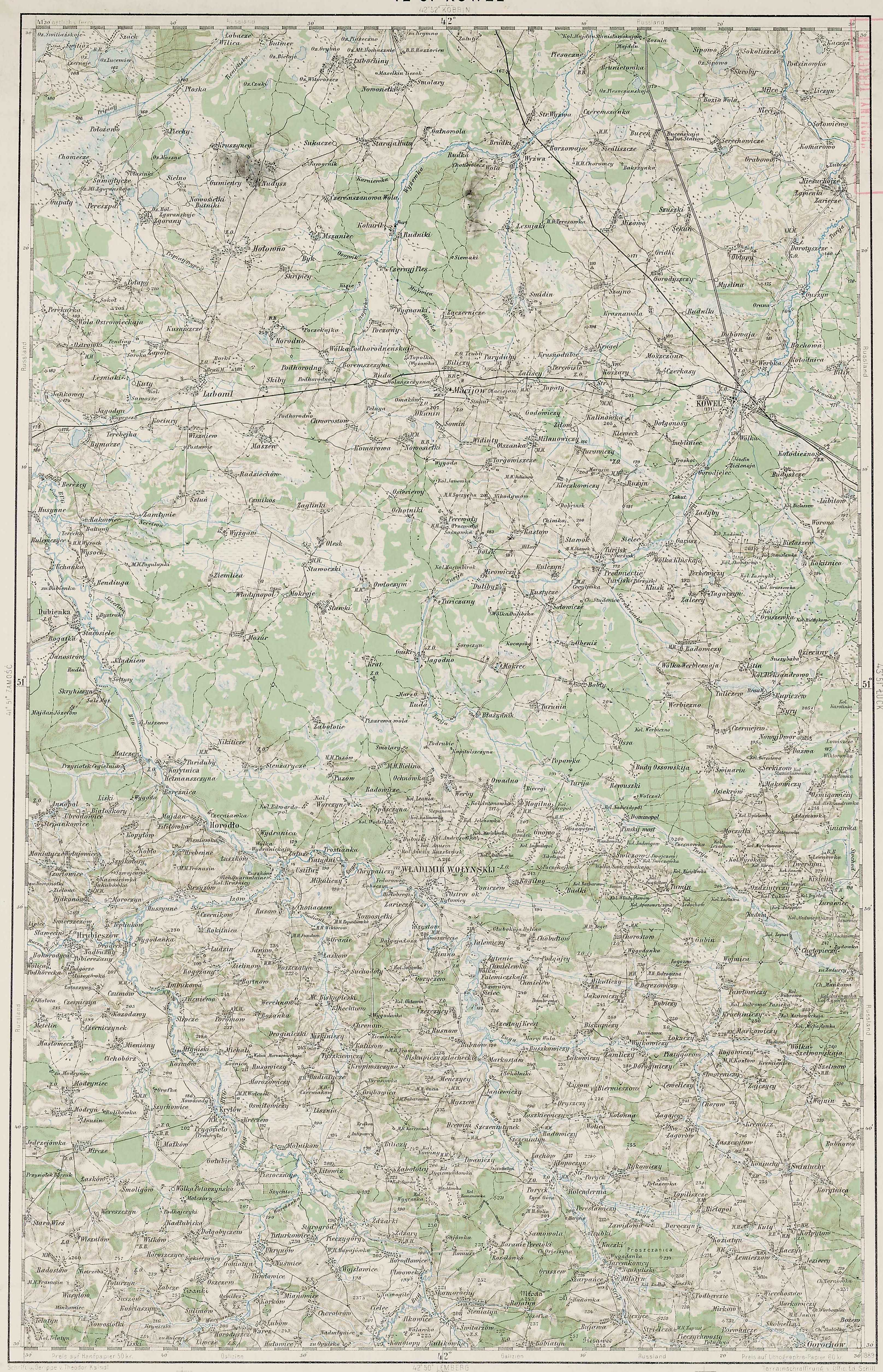
с. Городок на військовій мапі Австро-Угорської імперії з 1889 р.
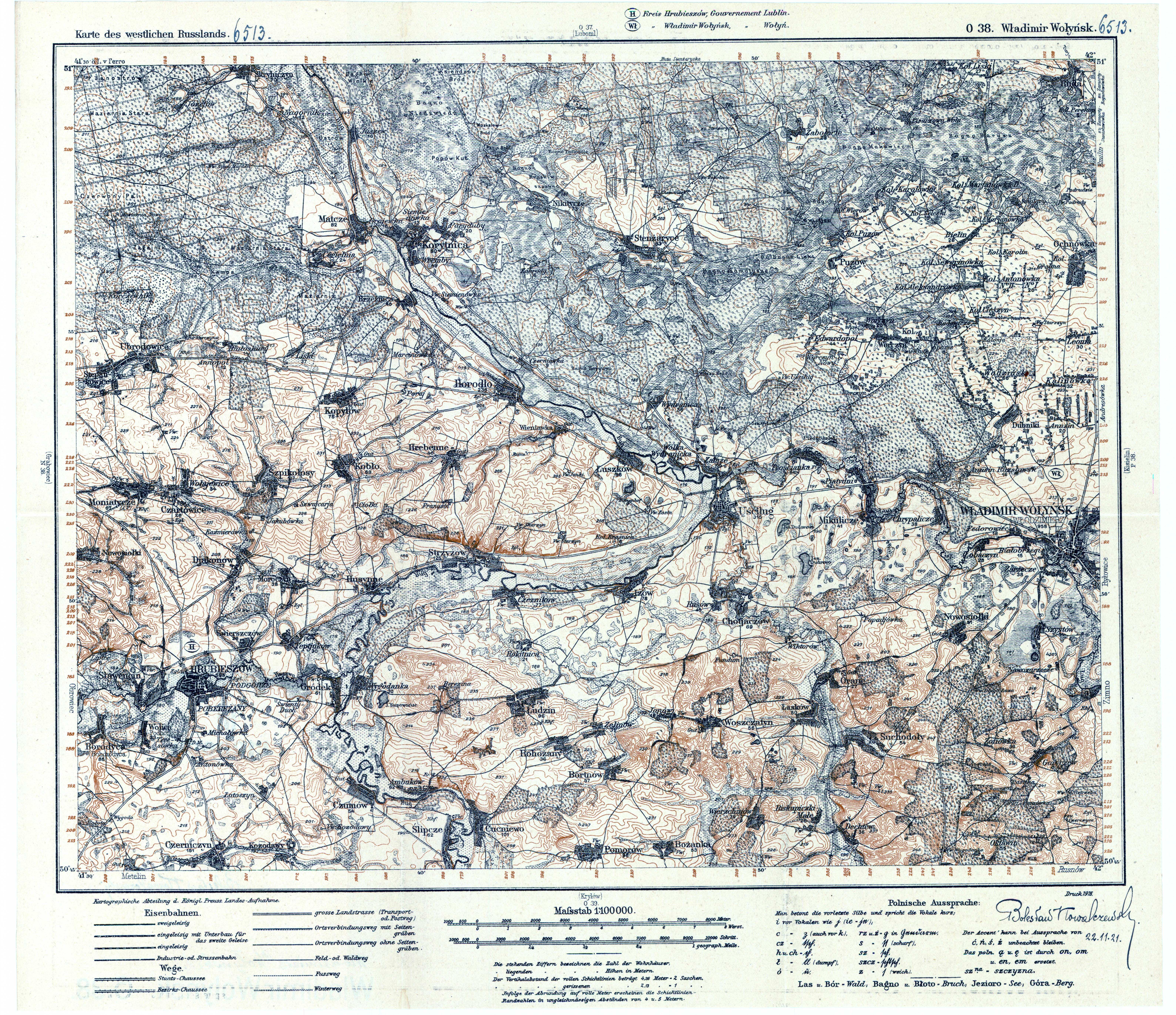
с. Городок на німецькій військовій мапі з 1915 р.
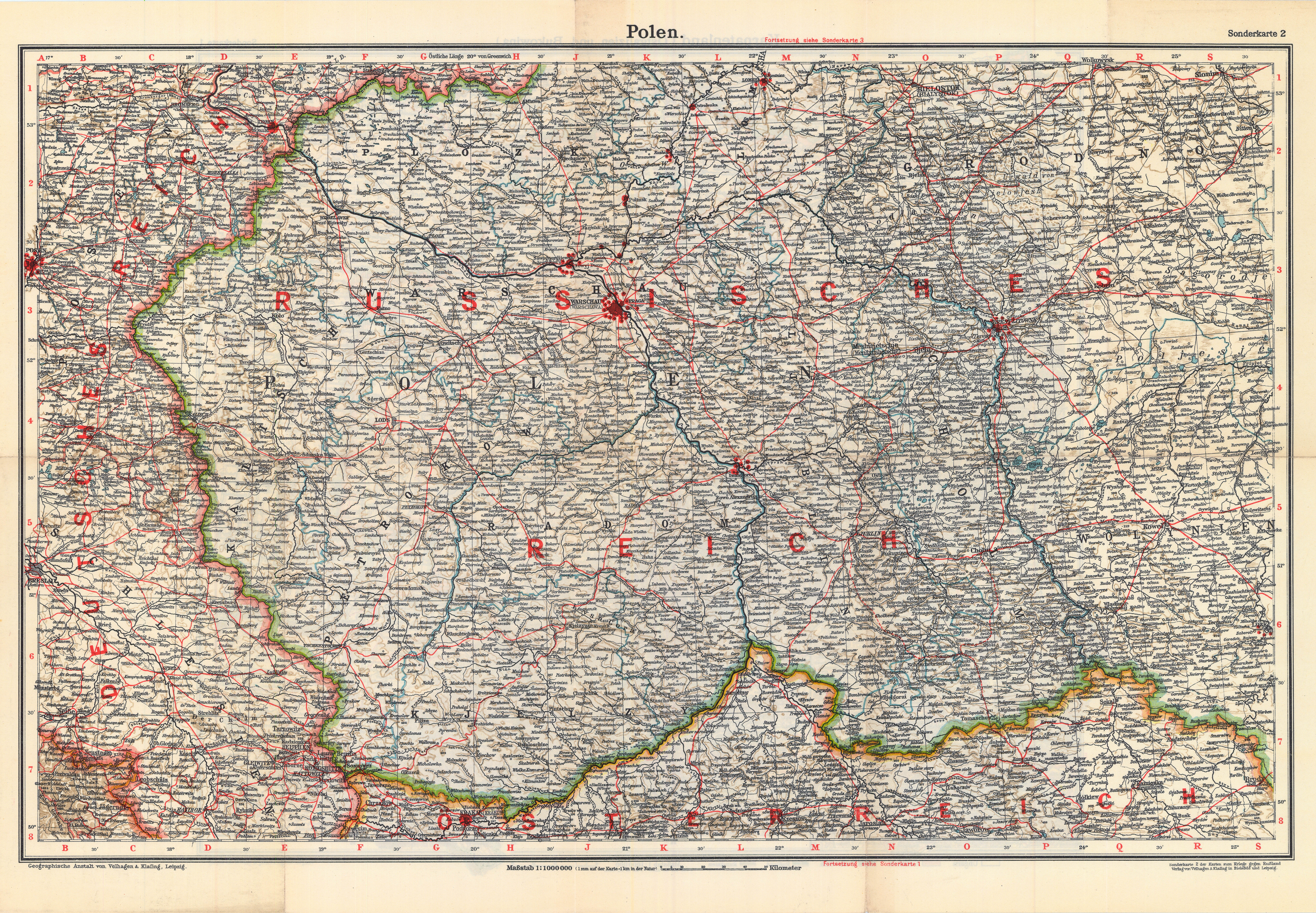
с. Городок на військовій німецькій мапі з 1916 р.
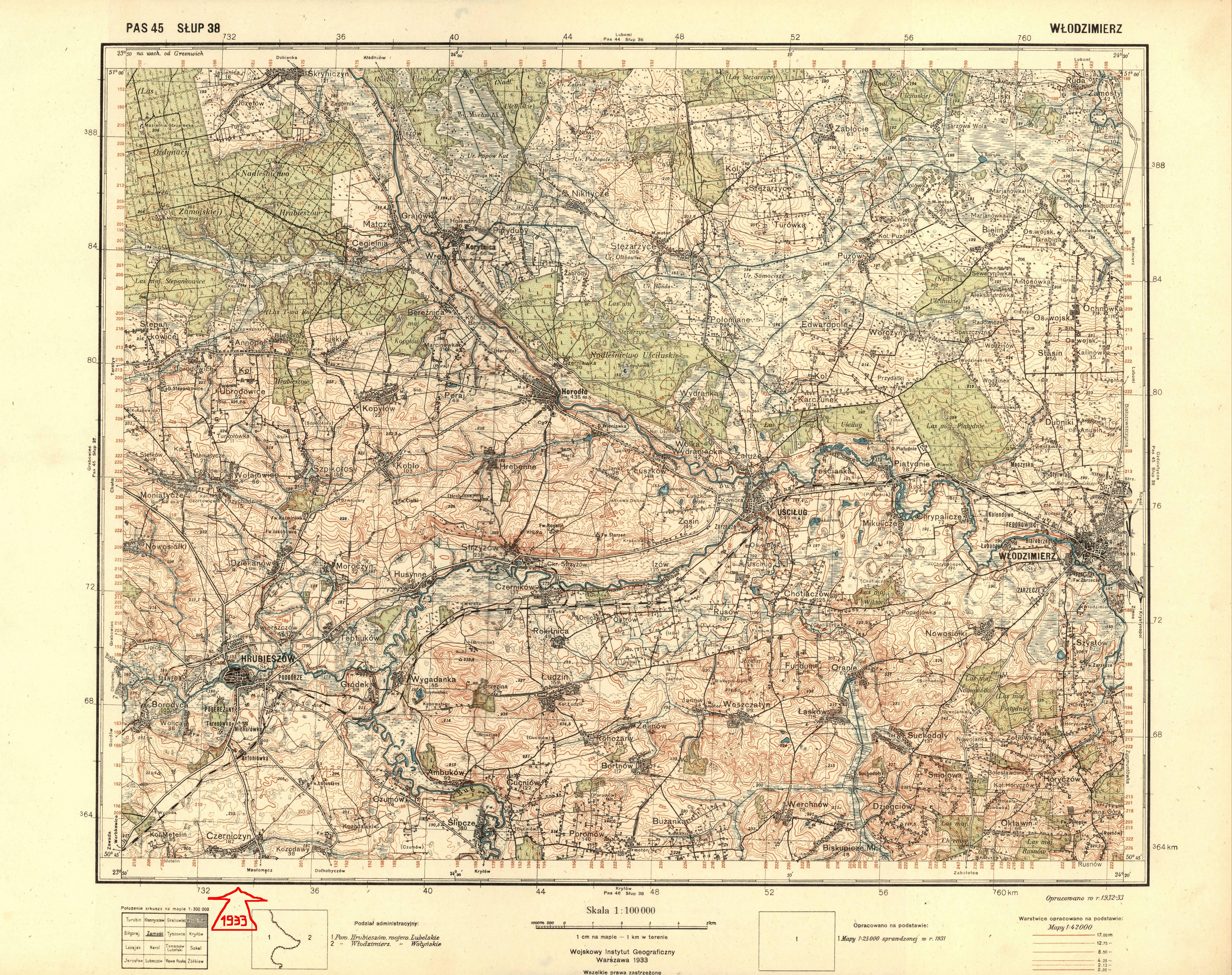
с. Городок на мапі польського військового географічного інституту 1933 р.
с. Городок на окупаційній німецькій мапі з 1940 р.
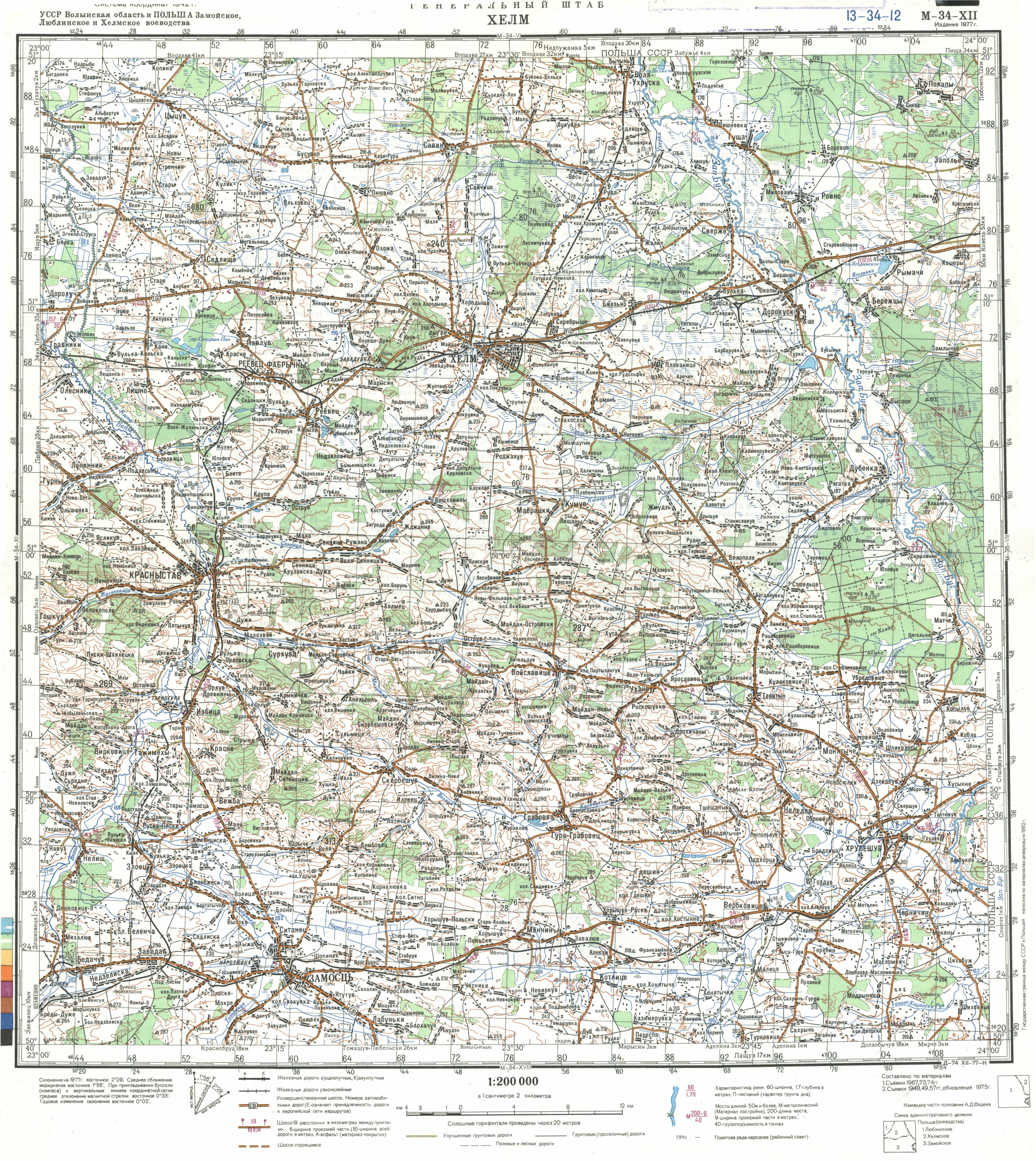
с. Городок на мапі Генерального Штабу СРСР з 1977 р.